# Kabinett Ikeda II (1. Umbildung)
Das Kabinett Ikeda II (1. Umbildung) wurde am 18. Juli 1961 in Japan von Premierminister Ikeda Hayato von der Liberaldemokratischen Partei (LDP) gebildet. Es löste das Kabinett Ikeda II ab und blieb bis zum 18. Juli 1962 im Amt, woraufhin es vom Kabinett Ikeda II (2. Umbildung) abgelöst wurde.
Dem Kabinett gehörten folgende Mitglieder an:
| Amt                                                 | Amtsinhaber        | Beginn der Amtszeit | Ende der Amtszeit |
| --------------------------------------------------- | ------------------ | ------------------- | ----------------- |
| Premierminister                                     | Ikeda Hayato       | 18. Juli 1961       | 18. Juli 1962     |
| Außenminister                                       | Kosaka Zentarō     | 18. Juli 1961       | 18. Juli 1962     |
| Justizminister                                      | Ueki Kōshirō       | 18. Juli 1961       | 18. Juli 1962     |
| Finanzminister                                      | Mizuta Mikio       | 18. Juli 1961       | 18. Juli 1962     |
| Bildungsminister                                    | Araki Masuo        | 18. Juli 1961       | 18. Juli 1962     |
| Ministerin für soziale Fürsorge                     | Nadao Hirokichi    | 18. Juli 1961       | 18. Juli 1962     |
| Minister für Landwirtschaft und Forsten             | Kōno Ichirō        | 18. Juli 1961       | 18. Juli 1962     |
| Minister für Internationalen Handel und Industrie   | Satō Eisaku        | 18. Juli 1961       | 18. Juli 1962     |
| Verkehrsminister                                    | Saito Noboru       | 18. Juli 1961       | 18. Juli 1962     |
| Minister für Post und Telekommunikation             | Sakomizu Hisatsune | 18. Juli 1961       | 18. Juli 1962     |
| Arbeitsminister                                     | Fukunaga Kenji     | 18. Juli 1961       | 18. Juli 1962     |
| Bauminister                                         | Nakamura Umekichi  | 18. Juli 1961       | 18. Juli 1962     |
| Minister für lokale Selbstverwaltung                | Yasui Ken          | 18. Juli 1961       | 18. Juli 1962     |
| Leiter der Verteidigungsbehörde                     | Fujieda Sensuke    | 18. Juli 1961       | 18. Juli 1962     |
| Leiter des Wirtschaftsplanungsamtes                 | Fujiyama Aiichirō  | 18. Juli 1961       | 18. Juli 1962     |
| Leiter der Behörde für die Entwicklung Hokkaidōs    | Kawashima Shōjirō  | 18. Juli 1961       | 18. Juli 1962     |
| Leiter der Behörde für Wissenschaft und Technologie | Miki Takeo         | 18. Juli 1961       | 18. Juli 1962     |
| Chefkabinettssekretär                               | Ōhira Masayoshi    | 18. Juli 1961       | 18. Juli 1962     |